# Pol Manning
Pol Manning fue una identidad asumida por el superhéroe de ficción Hal Jordan, también conocido como Linterna Verde. Su primera aparición fue en la historia "The Challenge From 5700 A.D.!" (¡El desafío del año 5700 d. C.!) que fue publicada en Green Lantern (vol. 2) N.º 8 (septiembre/octubre de 1961). Sus creadores fueron John Broome (guion), Gil Kane (dibujos) y Joe Giella (entintado).

## Biografía ficticia del personaje
A fines del siglo LVIII, los distintos planetas del sistema solar terrestre se habían unido y formado el Consejo Solar. Cuando sus ciudadanos recibieron la amenaza de un desastre demasiado grande de manejar, la secretaria del Consejo Iona Vane ideó un plan para traer a un campeón del pasado que pudiese actuar como su Director Solar. Para esta tarea, Vane eligió al mejor Linterna Verde de la historia, Hal Jordan. Sin embargo, después de transportar a Jordan a su época, Vane le creó una nueva identidad como el astronauta Pol Manning y tomó para sí el papel de interés amoroso. Durante años, Jordan vivió una doble vida en los siglos XX y LVIII hasta que sus misteriosas lagunas en la memoria provocaron que descubriese el engaño del Consejo Solar. 
Más adelante, Jordan eligió continuar sus aventuras en el futuro con la condición de que su memoria permaneciera intacta. Como resultado, el Consejo ordenó en secreto la creación de un clon que recibiría los recuerdos de Manning, pero el experimento falló horriblemente y el clon fue el opuesto absoluto de Jordan, un tirano completamente malvado y sin piedad. Una vez más, el Consejo Solar acudió a Hal Jordan y le dijeron que sus viajes frecuentes en el tiempo habían creado un gemelo. Después que Jordan derrotó a su doble malvado, le fue implantada la identidad de Pol Manning para explorar los límites más lejanos del universo.
Cuando Jordan regresó al siglo XX, Vane enloqueció por su soledad hasta que volvió a reunirse con su amado Pol Manning. El Consejo Solar enfrentaba la amenaza de una raza de ardillas modificadas genéticamente conocidas como "Breakers", por lo que trataron de traer nuevamente a Linterna Verde al siglo LVIII. Desafortunadamente, en ese momento Hal Jordan no se encontraba en la Tierra y el rayo transportador se fijó en un Linterna Verde extraterrestre llamado Salakk. Sin más opción, el Consejo implantó la personalidad de Manning en Salaak (y alteró la mente de Vane para que creyera que Salaak era humano). El Linterna Verde Ch'p rastreó a su compañero hasta el futuro y restableció su memoria. Al principio Salaak culpó a Vane de lo sucedido, pero luego se dio cuenta de que ella era otra víctima y decidió quedarse en el siglo LVIII.
Un tiempo después, Salaak descubrió las ruinas de Oa y regresó al siglo XX para descubrir las causas. La situación actual del Consejo Solar y del siglo LVIII es desconocida.